# Ödön Mihalovich

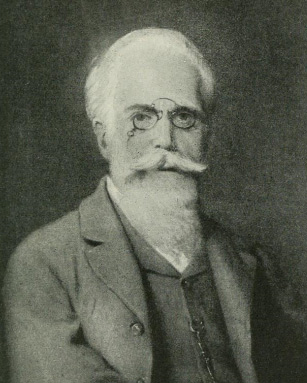
Ödön Mihalovich

Ödön (Edmund) Péter József de Mihalovich, född 13 september 1842 i Feričanci, Kungariket Slavonien, Kejsardömet Österrike, död 22 april 1929 i Budapest, Kungariket Ungern, var en ungersk tonsättare.
Mihalovich erhöll sin musikaliska bildning i Budapest, sedermera hos Moritz Hauptmann i Leipzig och Hans von Bülow i München. Han blev 1887 direktör för musikakademien i Budapest och 1908 ministerialråd. 
Mihalovich hör till den nytyska riktningen och gjorde sig känd särskilt genom ballader för orkester samt fyra symfonier. I operorna Hagbarth und Signe (Dresden 1882), Wieland der Schmied och Toldi (1898) tillämpade han Richard Wagners principer.